# Fileanta radoszkowskii
Fileanta radoszkowskii är en stekelart som först beskrevs av Berthoumieu 1892.  Fileanta radoszkowskii ingår i släktet Fileanta och familjen brokparasitsteklar. Inga underarter finns listade i Catalogue of Life.